# Estany de la Roberta
L'estany de la Roberta és una llacuna litoral que, junt amb les Maresmes de can Camins, formava part de la zona humida anteriorment anomenada "Basses del Golf-Maresmes de can Camins". Es troba al municipi del Prat de Llobregat i forma part de la conca del riu Llobregat. Es tracta d'una llacuna litoral que s'ha vist molt alterada morfològicament i hidrològicament per les obres d'ampliació de l'aeroport del Prat. Actualment rep les aigües de drenatge d'una part de l'àrea de pistes i el seu funcionament hidrològic es regula artificialment.
Després de les obres d'ampliació de l'aeroport, la fauna i la flora present a l'espai s'ha vist afectada molt negativament. Als marges de la llacuna creixen actualment canyissars i prats humits, força degradats. L'espai s'utilitza per al lleure i l'educació ambiental, a l'extrem proper a la platja del Prat, on hi ha una torre-observatori. Els principals impactes que afecten negativament aquesta zona humida són l'eutrofització i contaminació de les aigües, l'alteració del règim hidrològic i els problemes derivats del creixement i proximitat de l'aeroport. Espeíficament, la disminució de superfície de l'espai natural, efecte barrera, soroll, etc.